# Miguel Ángel Cuello
Pour les articles homonymes, voir Cuello (homonymie).
Miguel Ángel Cuello est un boxeur argentin né le 27 février 1946 à Santa Fe et mort le 14 septembre 1999.

## Carrière
Champion d'Argentine des poids mi-lourds en 1975, il remporte le titre vacant de champion du monde WBC de la catégorie le 21 mai 1977 en battant par arrêt de l'arbitre au 9e round Jesse Burnett.
Cuello perd sa ceinture dès le combat suivant face à Mate Parlov le 15 septembre 1978 et décide de mettre un terme à sa carrière sportive. Son bilan chez les professionnels est de 21 victoires et 1 défaite.